# Harri Kampman
Harri Kampman (Oulu, 13 maggio 1954) è un allenatore di calcio finlandese.

## Carriera
Nel 1991 ha vinto la Ykkönen (seconda divisione finlandese) con il MyPa, club che ha poi allenato per sette stagioni consecutive nella prima divisione finlandese, durante le quali ha anche vinto per due volte la Coppa di Finlandia (nel 1992 e nel 1995) ed ha partecipato in totale a quattro diverse edizioni delle competizioni UEFA per club (per due volte in Coppa delle Coppe a seguito dei successi nelle coppe nazionali e per due volte in Coppa UEFA), alle quali il club prima del suo arrivo in panchina non aveva mai partecipato durante la sua storia. Dal 25 febbraio al 15 ottobre 1998 ha allenato il Motherwell, club della prima divisione scozzese, venendo esonerato dopo 6 vittorie, 5 pareggi e 11 sconfitte in 22 partite ufficiali a cavallo tra le stagioni 1997-1998 e 1998-1999. Torna quindi in patria, dove allena per due stagioni il Tampere Utd in prima divisione. Tra il 2000 ed il 2001 è invece commissario tecnico della nazionale finlandese Under-21, mentre dal 2002 al 2005 allena il Lahti nella prima divisione finlandese, perdendo tra l'altro due finali consecutive di Coppa di Lega nel 2003 e nel 2004. Chiude la carriera nel 2013, dopo aver allenato anche FC Oulu ed Haka, entrambi nella seconda divisione finlandese.

## Palmarès

### Allenatore

#### Competizioni nazionali
- Coppa di Finlandia: 2

MyPa: 1992, 1995
- Ykkönen: 1

MyPa: 1991